# Alpinacris tumidicauda
Alpinacris tumidicauda är en insektsart som beskrevs av Bigelow 1967. Alpinacris tumidicauda ingår i släktet Alpinacris och familjen gräshoppor. Inga underarter finns listade i Catalogue of Life.

## Bildgalleri

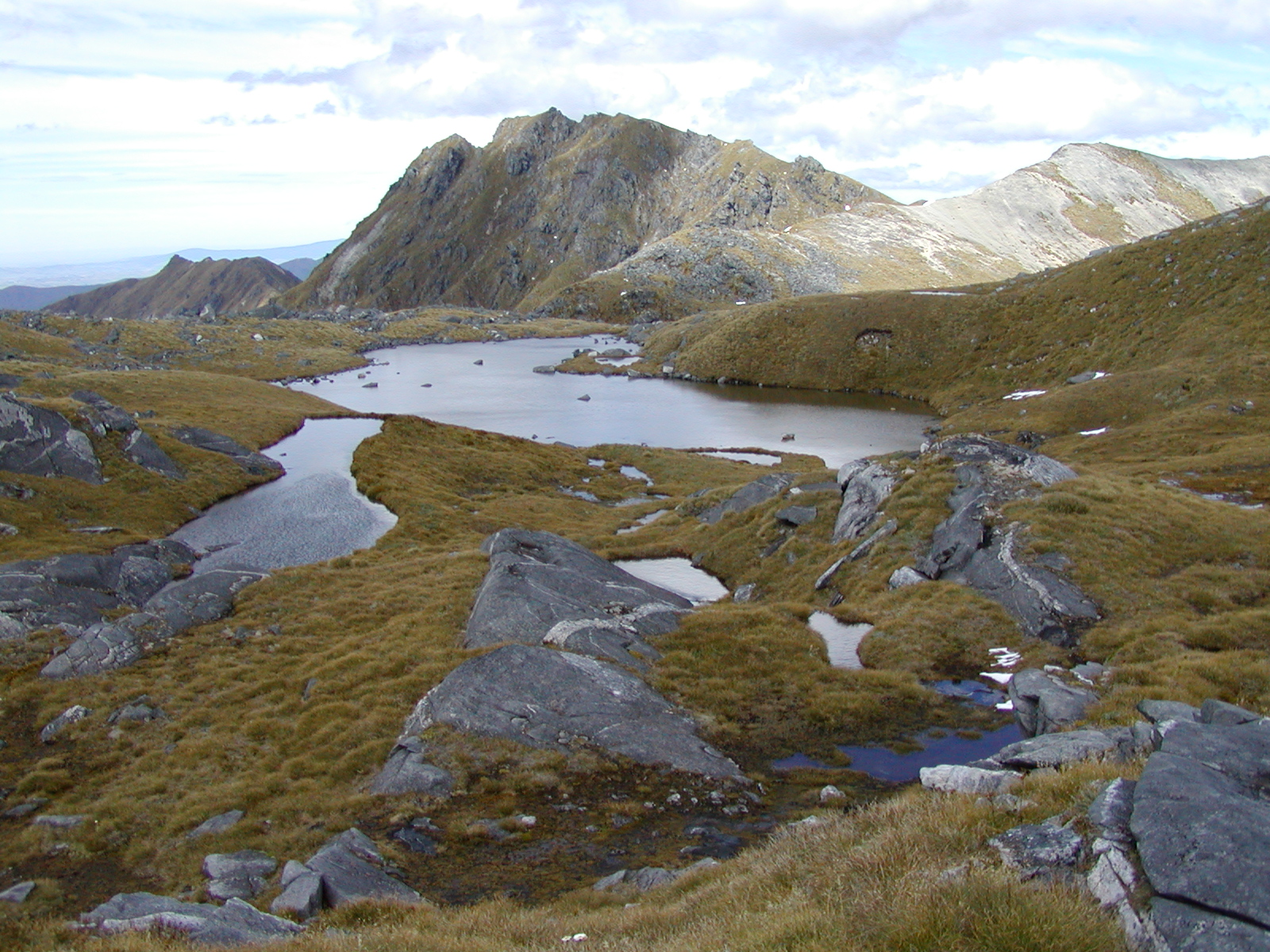
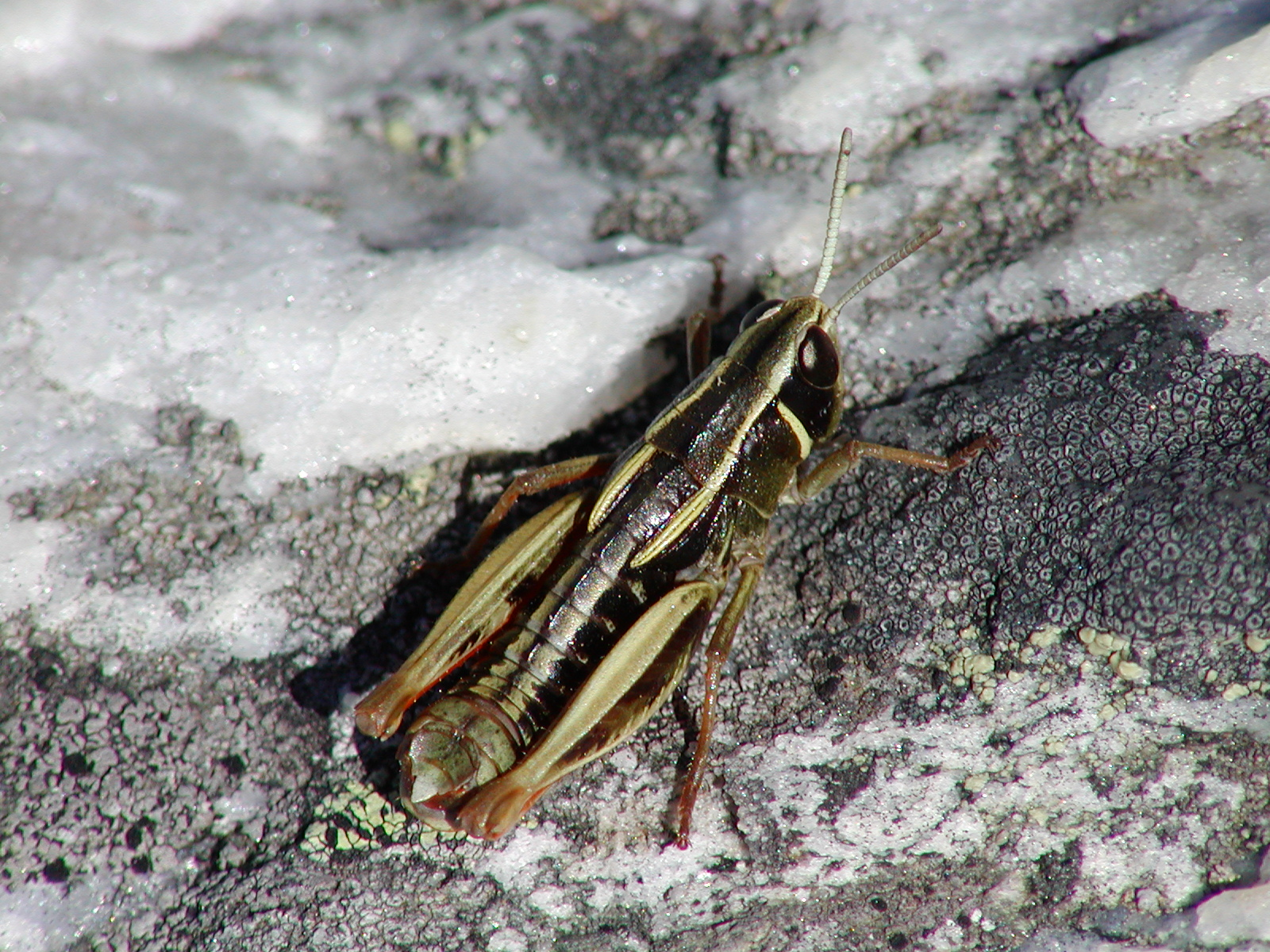
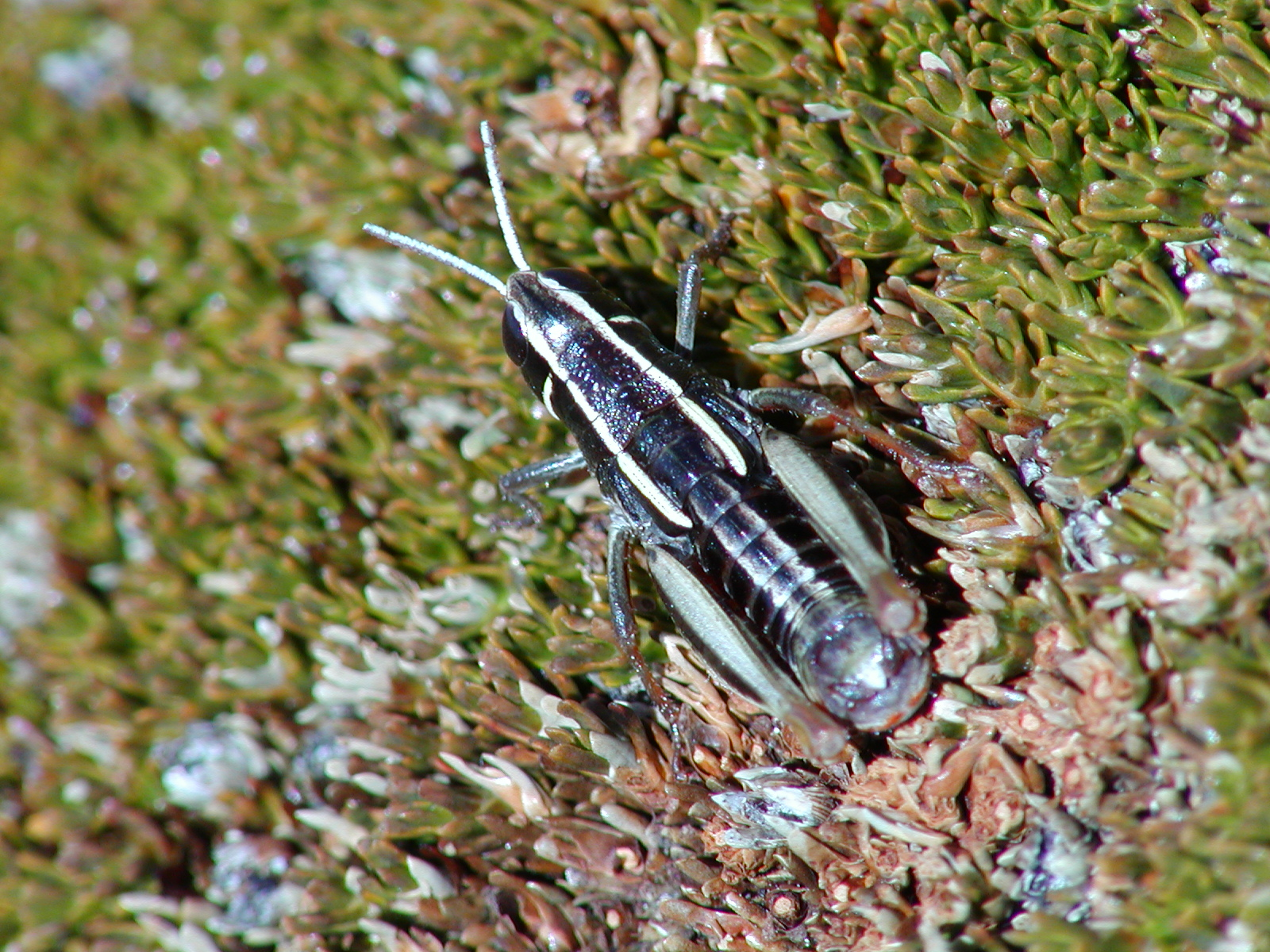
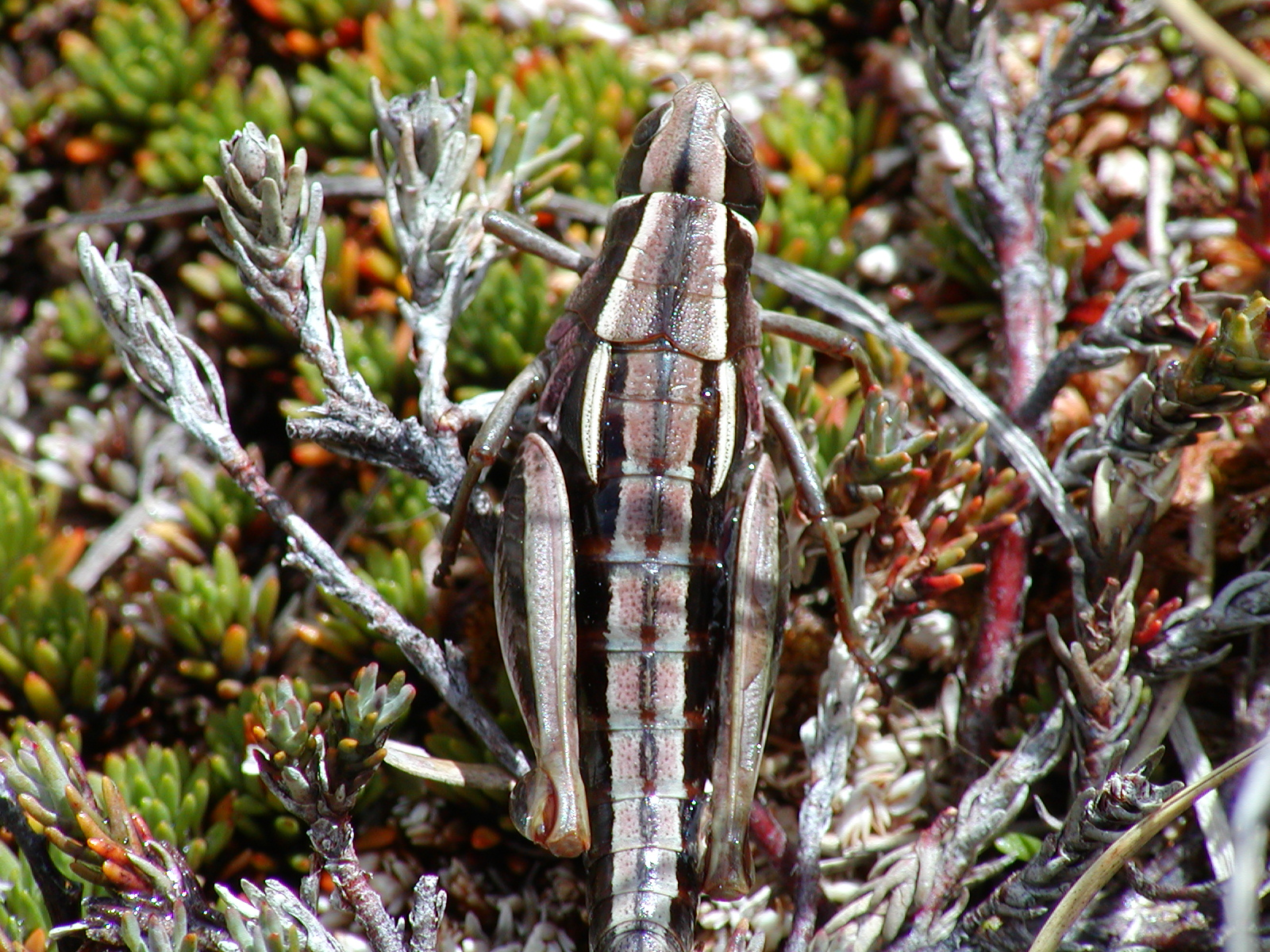